# Andrarums kyrka
Andrarums kyrka är en kyrkobyggnad i byn Andrarum, 25 km norr om Tomelilla på Österlen i Skåne. Den tillhör Brösarp-Tranås församling i Lunds stift. Kyrkan inhägnas av häck, murverk och kallmur.

## Kyrkobyggnaden
Kyrkans äldsta delar – långhus, kor och absid – härstammar från 1100-talet. År 1709 tillades en liten korsarm i söder. År 1768 tillkom en större korsarm i söder eftersom den ursprungliga kyrkan blivit för liten. År 1817 byggdes tornet, och 1862 byggdes kyrkan om och altaret flyttades till sin nuvarande plats i den södra korsarmen.
I koret har Everlövsmästaren utfört kalkmålningar under sent 1400-tal, föreställande evangelisterna Lukas och Johannes. Kalkmålningarna tillhör den skånska medeltidskonsten. Det finns även kyrkomålningar från 1600-talet. 
Alunskiffer bröts på platsen vid Andrarum och förädlades till alun. På 1630-talet grundades Andrarums alunbruk i Andrarum i Tomelilla kommun. Bruket inköptes 1725 av Christina Piper, hustru till greven och ämbetsmannen Carl Piper, Karl XII:s utrikesminister. Hon var på sin tid Sveriges rikaste kvinna. På 1700-talet lät Christina Piper uppföra Christinehofs slott utanför byn Andrarum. För att uppföra Christinehof anlitade hon år 1740 Georg Mochelten. Vid 1700-talets mitt var bruket Skånes största industri. Andrarums alunbruk lades ner 1912.

## Inventarier
Altaruppsatsen och predikstolen, båda av den kände barockmästaren Johan Jerling, donerades till kyrkan 1742 av grevinnan Christina Piper vid Christinehofs slott. 
Nattvardskalken dateras till år 1606.

### Orgel
Den nuvarande orgeln byggdes 1879 av Salomon Molander & Co, Göteborg och är en mekanisk orgel. Orgeln har en fast pedalkombination och haktrampa för svällverket.
| Huvudverk I       | Svällverk II       | Pedal         | Koppel |
| Borduna 16´       | Gedackt 8´         | Subbas 16´    | I/P    |
| Principal 8´      | Vox Retusa 8'      | Violoncell 8´ | II/I   |
| Dubbelflöjt 8'    | Flöjt octaviant 4' | Octava 4'     |        |
| Viola da Gamba 8' | Gemshorn 2'        | Bassun 16'    |        |
| Alta Viola 4'     | Crescendosvällare  |               |        |
| Qvinta 3'         |                    |               |        |
| Octava 2'         |                    |               |        |
| Mixtur 3 chor     |                    |               |        |

## Bilder

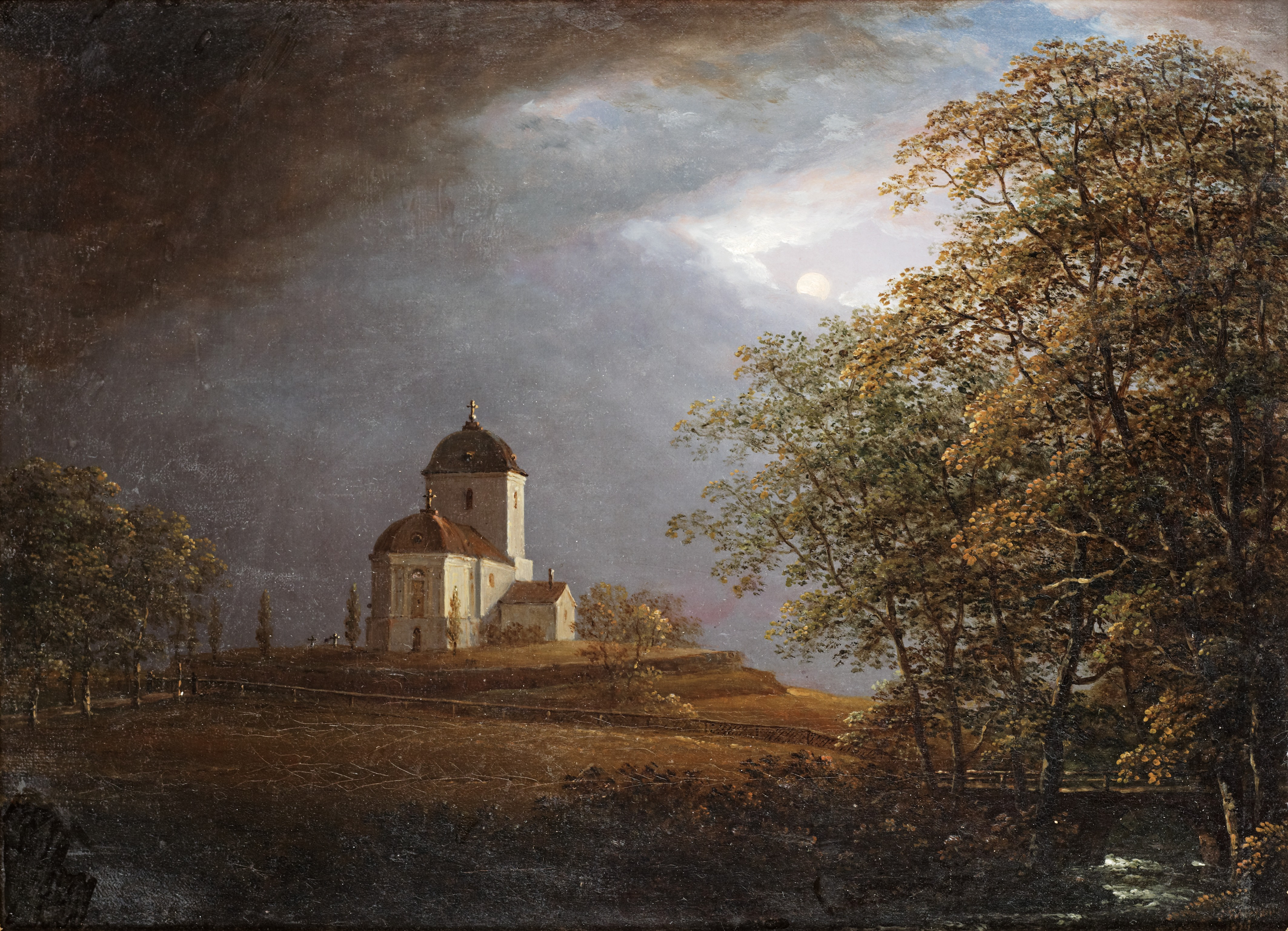
Utsikt mot Andrarums kyrka, oljemålning av landskapsmålaren Carl Johan Fahlcrantz från 1800-talets första hälft.
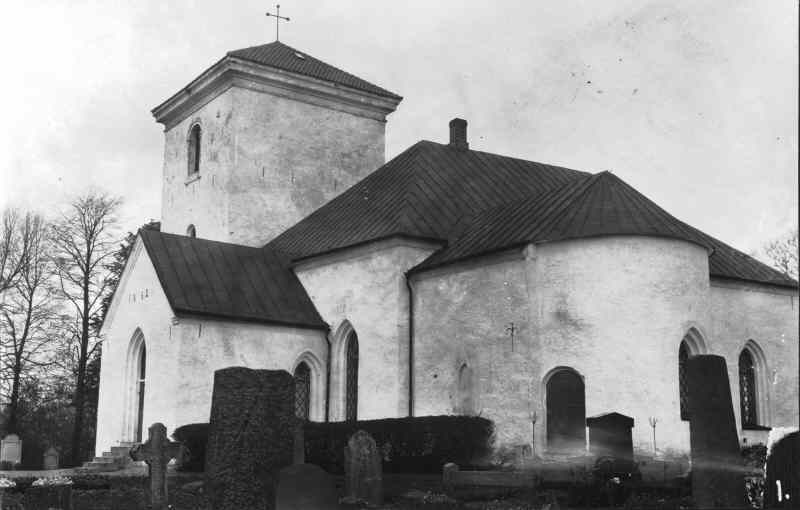
Kyrkan från sydöst på en äldre bild (Kulturmiljöbild).
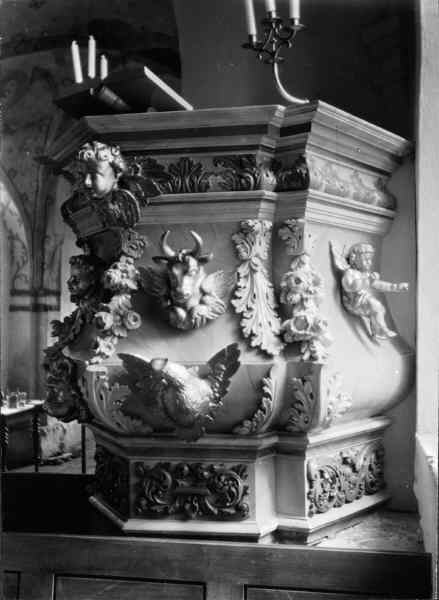
Predikstolen.
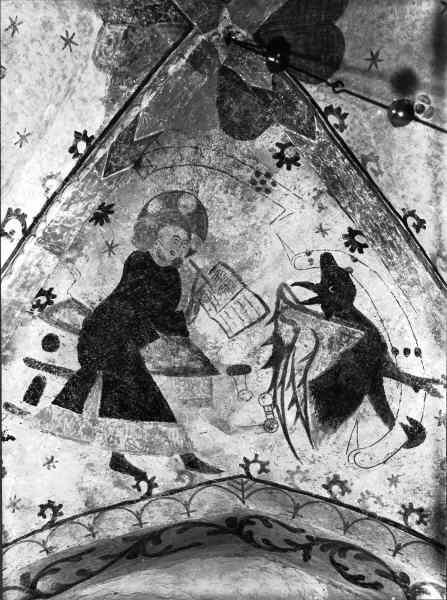
Kalkmålning i valvet.
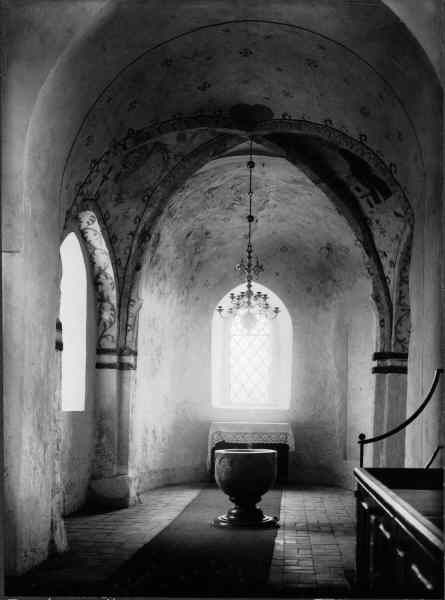
Dopfunt i dopkapellet.
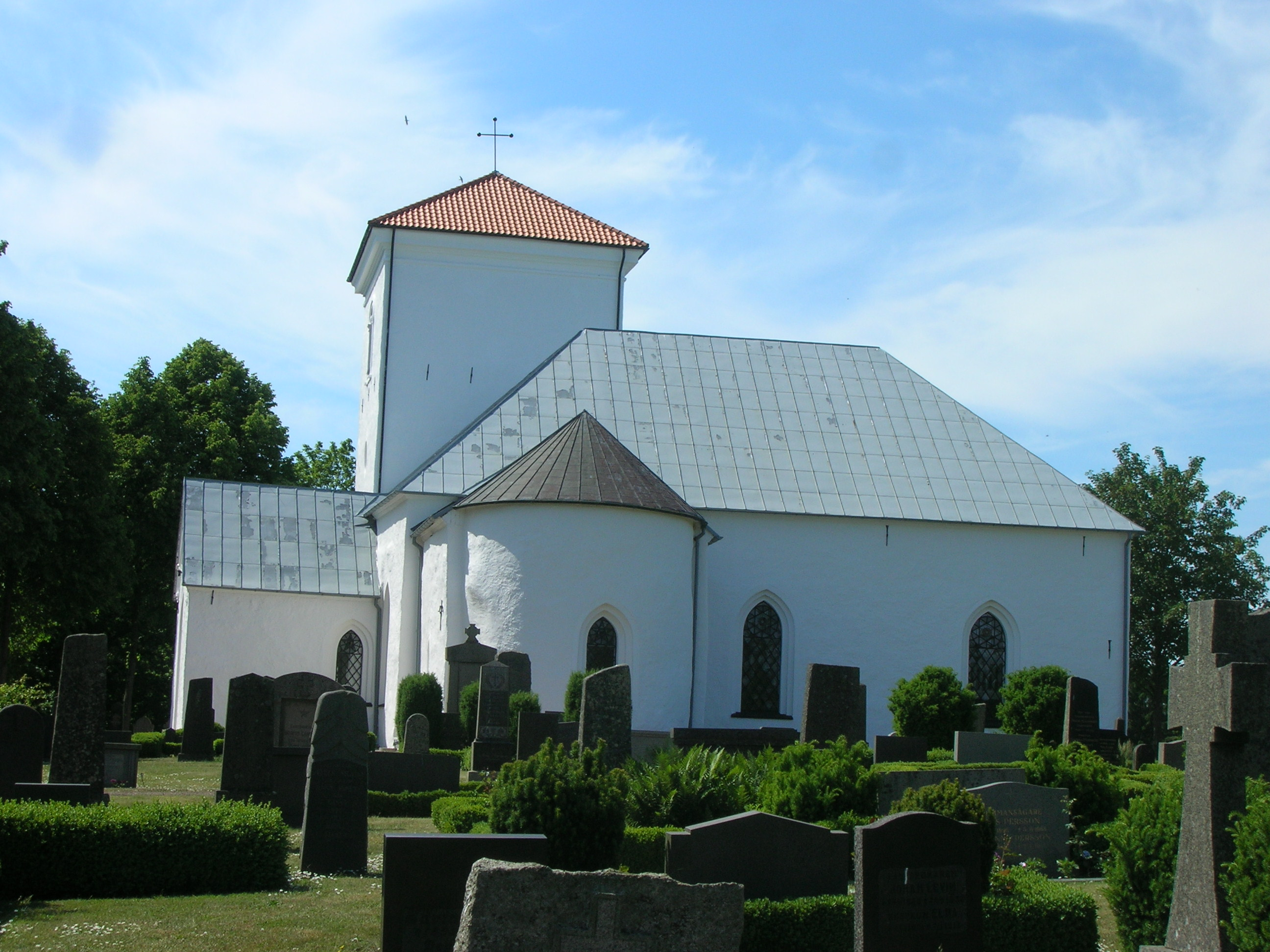
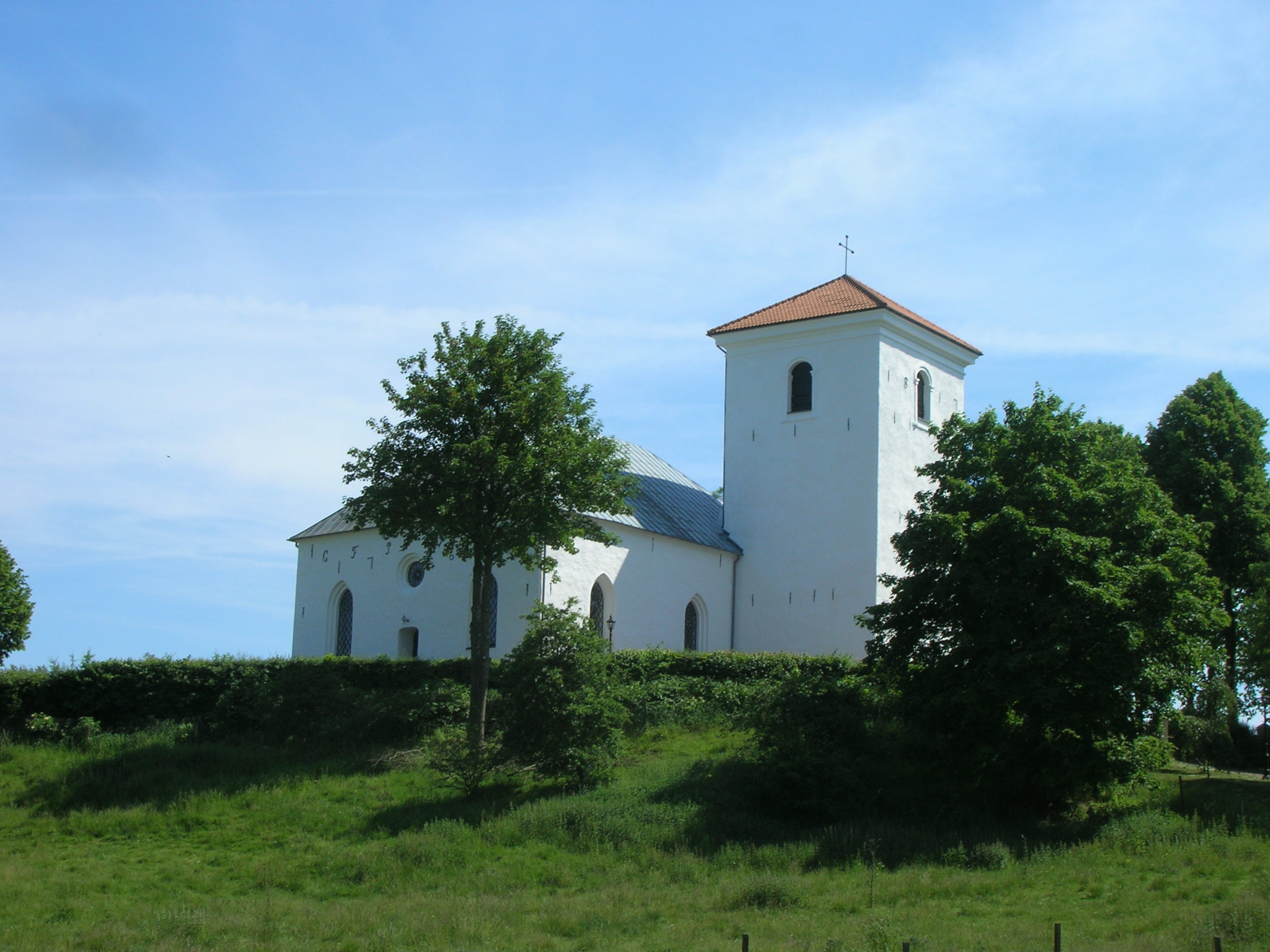
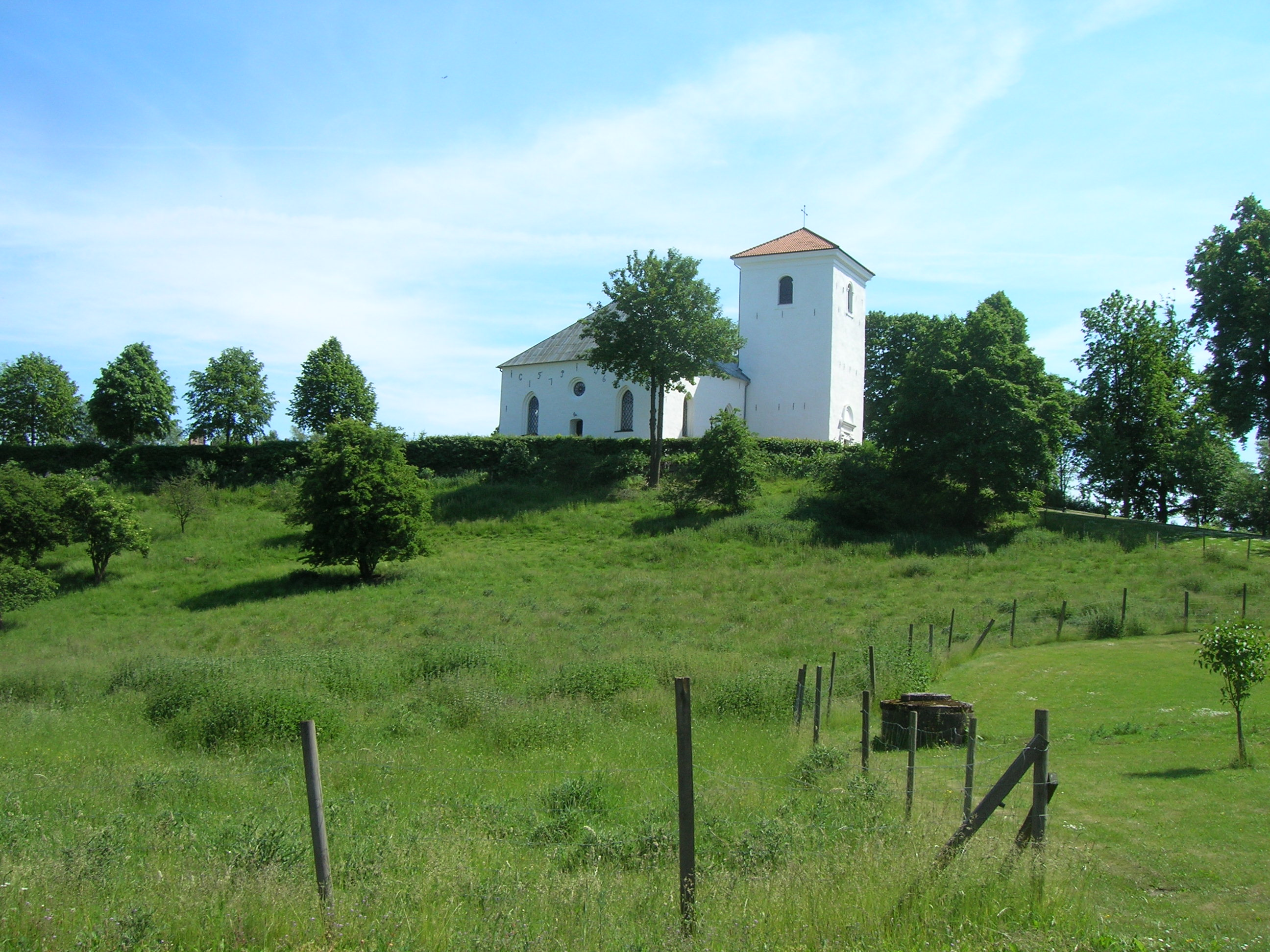
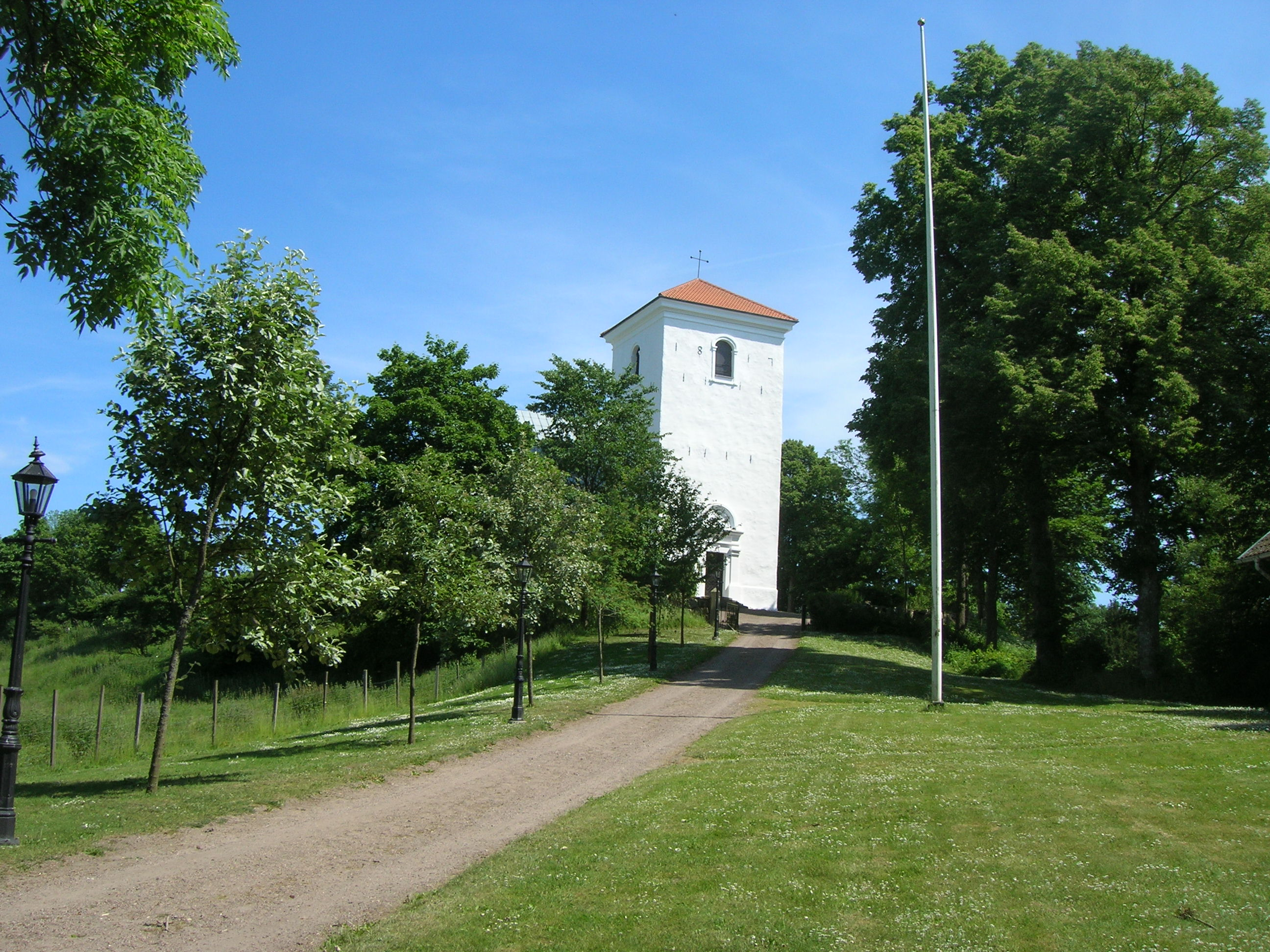
Gången upp till kyrkan.
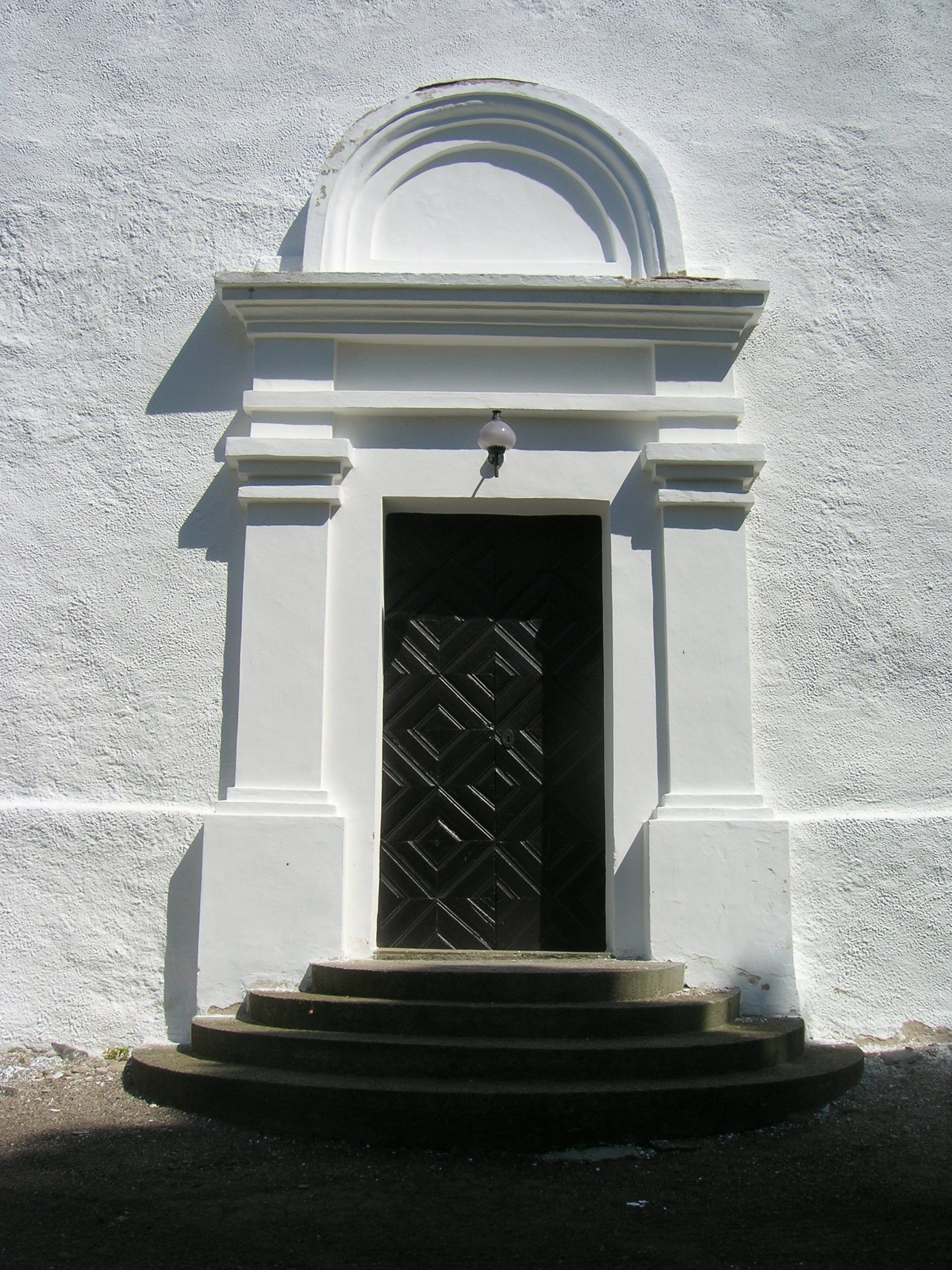
Portalen